# Hemiramphus lutkei
Hemiramphus lutkei är en fiskart som beskrevs av Valenciennes, 1847. Hemiramphus lutkei ingår i släktet Hemiramphus och familjen Hemiramphidae. Inga underarter finns listade i Catalogue of Life.